# واصف فايز
نابليون واصف فايز ( 1940 - 17 يونيو 2010) هو منتِج أفلام وموزع سينمائي مصري.

## مسيرته
يعد واصف صاحب شركة «مصر العربية للسينما»، والتي أنتجت عدداً كبيراً من الأفلام الشهيرة في مصر، ولعل أكثرهم عادل إمام أنتجت له 38 فيلم ، منها: المشبوه وحب في الزنزانة والنمر والأنثى والمولد، أما أول فليم أنتجه واصف فهو وبالوالدين إحسانا سنة 1976، بينما كان آخر أفلامه فخفخينو الذي إنتاج عام 2007، ولم يعرض إلا في عدد محدود من دور العرض في عام 2009. كما أنتج المنتج الراحل عددا من الأفلام التي حقق بعضها نجاحا جماهيريا، مثل غريب في بيتي وامرأة واحدة لا تكفي، وليلة ساخنة، علاوة على أفلام أخرى لم تحظ سوى بإعجاب النقاد مثل الجراج وعرق البلح، بالإضافة إلى امتلاكه لدار عرض سينمائي بوسط القاهرة، وصاحب شركة مصر العربية للسينما، وصاحب دار عرض سينما أوديون.

## مقتله
لقي واصف مصرعه يوم الخميس الموافق 17 من يونيو سنة 2010، أمام شقته بالزاوية الحمراء، على يد سارق، قتله بسكين، وحاول القاتل الهرب بالقفز من شرفة بالدور الخامس، فسقط على سيارة، ما أدى إلى إصابته بكسور في الجمجمة، نقل على إثرها إلى المستشفى، وفرضت عليه حراسة أمنية مشددة، وأخطرت النيابة المصرية لمباشرة التحقيقات.

### تحقيقات النيابة
وجاءت تحقيقات النيابة، بشهادة جيران واصف، بسمعهم صرخات استغاثة صادرة من الدور الخامس من شقة واصف، وتبين أن شجارا حدث بينه وبين القاتل، فأسرعوا باتجاه الصوت، ووجدوا آثار دماء تمتد من أمام باب المصعد وحتى شقة واصف، فقاموا بكسر باب الشقة، فوجدوا واصف مقتولاً، بعدة طعنات في أنحاء متفرقة في جسده، وفي أثناء ذلك كان القاتل يحاول القفز من شرفة الشقة إلى العقار المواجه لها، واختل توازنه وسقط وسط الشارع على سيارة، ليصاب بكسور في الجمجمة، نقل على إثرها إلى المستشفى.
والقاتل المتهم يدعى «ناصر رمضان» يبلغ من العمر 27 سنة، وهو عامل بوفيه بإحدى دور العرض التي يملكها واصف.

## أعماله
- فخفخينو 2009 - فيلم (منتج وموزع)
- هاللو أمريكا 2000 - فيلم
- عرق البلح 1999 - فيلم
- الجراج 1995 - فيلم
- ليلة ساخنة 1995 - فيلم
- ديسكو ديسكو 1993 - فيلم
- الشرس 1992 - فيلم
- أبو كرتونة 1991 - فيلم
- مسجل خطر 1991 - فيلم
- امرأة واحدة لا تكفي 1990 - فيلم
- المولد 1989 - فيلم
- أصدقاء الشيطان 1988 - فيلم
- الدرجة الثالثة 1988 - فيلم
- البيه البواب 1987 - فيلم
- النمر والأنثى 1987 - فيلم
- السكاكيني 1986 - فيلم
- السيد قشطة 1985 - فيلم
- زوج تحت الطلب 1985 - فيلم
- عفوًا أيها القانون 1985 - فيلم
- فتوة الناس الغلابة 1984 - فيلم
- الغول 1983 - فيلم
- حب في الزنزانة 1983 - فيلم
- عصابة حمادة وتوتو 1982 - فيلم
- غريب في بيتي 1982 - فيلم
- المشبوه 1981 - فيلم
- الأيدي القذرة 1979 - فيلم
- إبليس في المدينة 1978 - فيلم
- حب فوق البركان 1978 - فيلم
- وداعاً للعذاب 1978 - فيلم
- دعاء المظلومين 1977 - فيلم
- وبالوالدين إحسانا 1976 - فيلم